# فلسفة التدريس
فلسفة التدريس لمرشح لمنصب أكاديمي، يشار إليها أحيانًا ببيان فلسفة التدريس، هي بيان مكتوب بآراء مرشح الشخصية العامة حول التدريس. غالبًا ما تطلب الكليات والجامعات التي تعلن عن منصب تتطلب واجباته التدريس من مقدم الطلب تقديم فلسفة تدريس مع الطلب. أصبح تدريس جمل الفلسفة مطلوبًا بشكل متزايد في الوصول إلى المناصب التدريسية. غالبًا ما يحاول بيان فلسفة التدريس التعبير عن طرق تدريس ممارسات المرشح والأساليب التعليمية التي ينوون الاستفادة منها. تراجع بيانات فلسفة التدريس وتحديثها بشكل عام حيث يكتسب المعلمون المزيد من الخبرة لتعكس آرائهم ومعتقداتهم الحالية.